# Cudgegong River
Cudgegong River är ett vattendrag i Australien. Det ligger i delstaten New South Wales, i den sydöstra delen av landet, omkring 230 kilometer nordväst om delstatshuvudstaden Sydney.
I omgivningarna runt Cudgegong River växer huvudsakligen savannskog. Runt Cudgegong River är det mycket glesbefolkat, med 3 invånare per kvadratkilometer. Genomsnittlig årsnederbörd är 807 millimeter. Den regnigaste månaden är februari, med i genomsnitt 147 mm nederbörd, och den torraste är oktober, med 23 mm nederbörd.